# 摩洛哥短稚鱈
摩洛哥短稚鱈，為輻鰭魚綱鱈形目稚鱈科的其中一種，分布於中東太平洋夏威夷群島海域，為深海底棲性魚類，深度180-686公尺，棲息在底層水域，生活習性不明。

## 扩展阅读
維基物種上的相關：摩洛哥短稚鱈